# Mišići (Czarnogóra)
Mišići (cyr. Мишићи) – wieś w Czarnogórze, w gminie Bar. W 2011 roku liczyła 232 mieszkańców.